# 布赖讷拉勒站
布赖讷拉勒站（荷蘭語：Gare de Braine-l'Alleud）是比利时瓦隆布拉班特省布赖讷拉勒的鐵路車站。该车站于1874年4月10日启用，位于比利时124号铁路线上。

## 列车服务
该站提供以下列车服务：
- 城际列车 (IC-05 (4500 - 4549) 沙勒罗瓦 - 尼韦勒 - 布鲁塞尔 - 梅赫伦 - 安特卫普[1]
- 城际列车 (IC-07 (2000 - 2049) 沙勒罗瓦 - 尼韦勒 - 布鲁塞尔 - 梅赫伦 - 安特卫普
- 城际列车 (IC-27 (4000 - 4049) 沙勒罗瓦 - 尼韦勒 - 布赖讷拉勒 - 布鲁塞尔卢森堡 - 布鲁塞尔舒曼 - 博尔代 - 布鲁塞尔机场
- 布鲁塞尔城市快铁（法语：Réseau express régional bruxellois） (S1) 安特卫普 - 梅赫伦 - 布鲁塞尔 - 滑铁卢 - 尼韦勒
- 布鲁塞尔城市快铁 (S1) 布鲁塞尔北 - 布鲁塞尔中央 - 布鲁塞尔南 - 滑铁卢 - 尼韦勒（周末）
- 布鲁塞尔城市快铁 (S9) (兰登 -) 鲁汶 - 布鲁塞尔舒曼 - 布鲁塞尔卢森堡 - 布赖讷拉勒（周一至周五）